# Magda Olivero

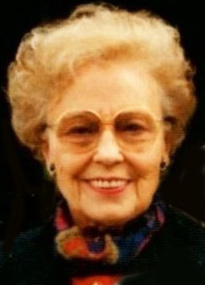
Magda Olivero

Magda Olivero (Saluzzo, 25 maart 1910 – Milaan, 8 september 2014) was een Italiaanse sopraan.
Magda Olivero werd geboren in 1910 in Saluzzo, niet ver van Turijn in het gewest Piëmont, en was al vanaf haar vroege jeugd serieus met haar muziekstudie bezig. Zij studeerde onder andere piano en muziekgeschiedenis aan het conservatorium in Turijn, waar zij ook haar eerste zanglessen volgde. Haar debuut was in 1929 toen zij inviel voor een collega voor een rol in Rigoletto van Giuseppe Verdi. Haar professionele debuut maakte zij bij Radio Turijn in december 1932 met de productie van I Misteri Dolorosi, een opera van Nino Cattozzo.
Haar theaterdebuut maakte zij in 1933, met de rol van Lauretta, in Gianni Schicchi, een opera van Giacomo Puccini. Datzelfde jaar had zij ook haar eerste optreden in La Scala in Milaan, met de rol van Anna in Verdi's opera Nabucco. Ze kwam er al snel achter zich het beste te kunnen inleven in rollen van werken van Puccini en andere componisten van het verisme-repertoire.
Haar succes in de jaren 30 van de twintigste eeuw groeide evenredig met het aantal rollen dat zij speelde, zoals onder meer:
- Adriana Lecouvreur, in de gelijknamige opera van Francesco Cilea (in 1939, waarvan Cilea na afloop zei, "Een betere vertolking is niet mogelijk, zij maakt aanzienlijk meer van haar rol als Adriana dan voor mij mogelijk is op papier te zetten")
- Liù in Turandot van Puccini (haar enige opname uit 1937)
- Manon, in Manon Lescaut van Puccini
- Marguerite, in Faust van Charles Gounod
- Mimi, in La bohème van Puccini
- Minnie, in La Fanciulla del West van Puccini
- Suzel, in L'Amico Fritz van Pietro Mascagni
- Violetta, in La traviata van Giuseppe Verdi

In 1941 huwde ze de industrieel Aldo Busch en zij gaf hiermee haar bloeiende operacarrière op; ze wijdde zich geheel aan haar echtgenoot en zijn werk in de oorlogsindustrie. Ze trad nog slechts af en toe op en dan alleen voor het plaatselijke kerkkoor of voor liefdadigheidsconcerten.
Rond 1950 overwoog ze haar comeback naar het operatoneel; er was alleen nog wat overredingskracht nodig en die kwam van niemand minder dan de toen 84-jarige Cilea, die op haar gemoed inwerkte door te stellen dat een artieste van haar kaliber dat verplicht was tegenover haar publiek en de operakunst en dat hij eigenlijk nog maar één wens had: haar nog eenmaal in haar rol als Adriana te mogen horen.
In 1951 hervatte zij haar optredens, met als eerste La Bohème van Puccini in Rome, veertien dagen later gevolgd door Adriana Lecouvreur in Brescia. Inmiddels was Cilea al overleden (1950), waardoor hij de uitvoering met zijn meest geliefde vertolker van Adriana Lecouvreur niet meer kon meemaken.
Magda's carrière had al snel weer haar oude glans, de kritieken waren lovend.
Geschreven werd: "Haar vermogen om de toehoorder te beroeren is onvoorstelbaar, een werkelijk wonder op het lyrische toneel", en "Magda zingt geen rol, zij vertolkt een leven". Buiten Italië waren de meningen verdeeld over het specifieke karakter van haar stem, maar haar reputatie was al zo gevestigd dat er optredens over de hele wereld uit voortkwamen, in Amsterdam, Antwerpen, Buenos Aires, Edinburgh, Lissabon, Londen, Parijs en Wenen.
Na een triomfantelijk debuut in de Verenigde Staten, in Luigi Cherubini's Medea, in 1967, werd ze een vast onderdeel in het Amerikaanse theaterleven dankzij haar optredens in het Opera Theater van New Jersey. In de beginjaren '70, werd zij veel gevraagd voor de rollen van Fedora in de gelijknamige opera van Umberto Giordano, Tosca in de gelijknamige opera van Puccini en Adriana Lecouvreur.
In de theaters van Boston, Dallas, New Yorks Carnegie Hall en San Francisco was zij een welkome gast. In 1975, op 65-jarige leeftijd, maakte zij haar legendarische debuut in The Met, de Metropolitan Opera in New York. Haar laatste optreden voor het theaterpubliek vond plaats in maart 1981 in Verona, met haar rol in Francis Poulencs La Voix Humaine, wel bleef ze recitals geven tot begin jaren 90.
Qua publiciteit is Magda Olivero altijd overschaduwd geweest door haar tijdgenoten Maria Callas en Renata Tebaldi. Ook was er weinig belangstelling van de kant van de platenmaatschappijen. Daardoor zijn er in verhouding tot eerdervermelde sopranen relatief weinig opnamen gemaakt. Een groot aantal van deze opnamen is inmiddels op cd verkrijgbaar.
Uitgebracht op cd:
- Turandot van Giacomo Puccini, Turijn 1937 (Cantus Classics)
- Mazeppa van Pjotr Iljitsj Tsjaikovski, Florence 1954 (GOP)
- Adriana Lecouvreur van Cilea, Napels 1959 (Opera d'Oro)
- Iris van Pietro Mascagni, Amsterdam 1962 (Gala)
- La Fanciulla del West van Puccini, Triëst 1965 (OM)
- The Famous Amsterdam Concerts 1967, 1968, 1972. (Bella Voce)
- I Quattro Rusteghi van Ermanno Wolf-Ferrari, Turijn 1969 (Gala)
- La Voce Umana van Francis Poulenc, Venetië 1970 (MoMu)
- Il Tabarro van Puccini, Florence 1970 (OPD)
- Risurrezione van Franco Alfano, Turijn 1971 (Gala)
- Fedora van Umberto Giordano, Como 1971 (Bella Voce)
- Manon Lescaut van Puccini, Caracas 1972 (OPD)
- Il Capello di Paglia di Firenze van Nino Rota, Brussel 1976 (Gala)
- Magda Olivero 1993, Selezione da ADRIANA LECOUVREUR di Francesco Cilea, Milaan april 1993 (Bongiovanni)

Uitgebracht op DVD:
- Tosca (Puccini), Turijn 1960 (Hardy)